# Conseil national de développement durable (France)
Pour les articles homonymes, voir CNDD.
 (13 décembre 2017).
Le Conseil national du développement durable (CNDD) est une instance de réflexions et propositions placée auprès du Premier ministre français, créée le 13 janvier 2003,. Il remplace le Comité français pour le Sommet mondial sur le développement durable, groupe multi-partie prenante mis en place par le bureau du Premier ministre français pour le Sommet mondial sur le développement durable, qui s'est tenu du 26 août au 4 septembre 2002, dix ans après le sommet de Rio en 1992, à Johannesburg, en Afrique du Sud.
Il comprend 90 personnalités représentant les collectivités territoriales, les entreprises, les acteurs économiques et sociaux, les organisations non gouvernementales et des personnalités qualifiées choisies pour leurs compétences en matière de développement durable. Ses membres sont nommés par arrêté du Premier ministre (Journal Officiel du 23 février 2005), pour une durée de trois ans. Michel Ricard en a été nommé président le 4 juillet 2006, succédant à Anne-Marie Ducroux (2005-2006).
Le CNDD est associé à l’élaboration et au suivi de la Stratégie nationale de développement durable et peut être saisi par le Premier ministre ou les ministres de toute question ou texte relatif au développement durable.
Le Conseil national de la transition écologique (CNTE) a ensuite complété ce dispositif.

## Entités connexes
- Conseil de défense écologique
- Haut conseil pour le Climat
- Comité interministériel pour le développement durable
- Conseil national de la transition écologique
- Conseil national de la protection de la nature
- Comité national de la biodiversité